# Dachenghal van Shaoguan
De Dachenghal (van Shaoguan) is de Confuciustempel van de Guangdongse stad Shaoguan. In het gebouw werd ook onderwijs gegeven. De oorspronkelijke tempel werd tijdens de Zuidelijke Song-dynastie, in 1006 gebouwd., gebouwd. De tempel is meerdere keren verplaatst. Het huidige gebouw stamt uit 1827 en is 20,2 meter lang, 13,9 breed en 13,8 meter hoog. In het achtergedeelte van de hal staan de namen van cum laude afgestudeerden.
Op 13 juli 1990 kwam dit gebouw op de Lijst van Nationaal Erfgoed (Volksrepubliek China).